# Cryptophelenchus minutus
Cryptophelenchus minutus är en rundmaskart. Cryptophelenchus minutus ingår i släktet Cryptophelenchus och familjen Aphelenchidae. Inga underarter finns listade i Catalogue of Life.